# Friedrichswerder

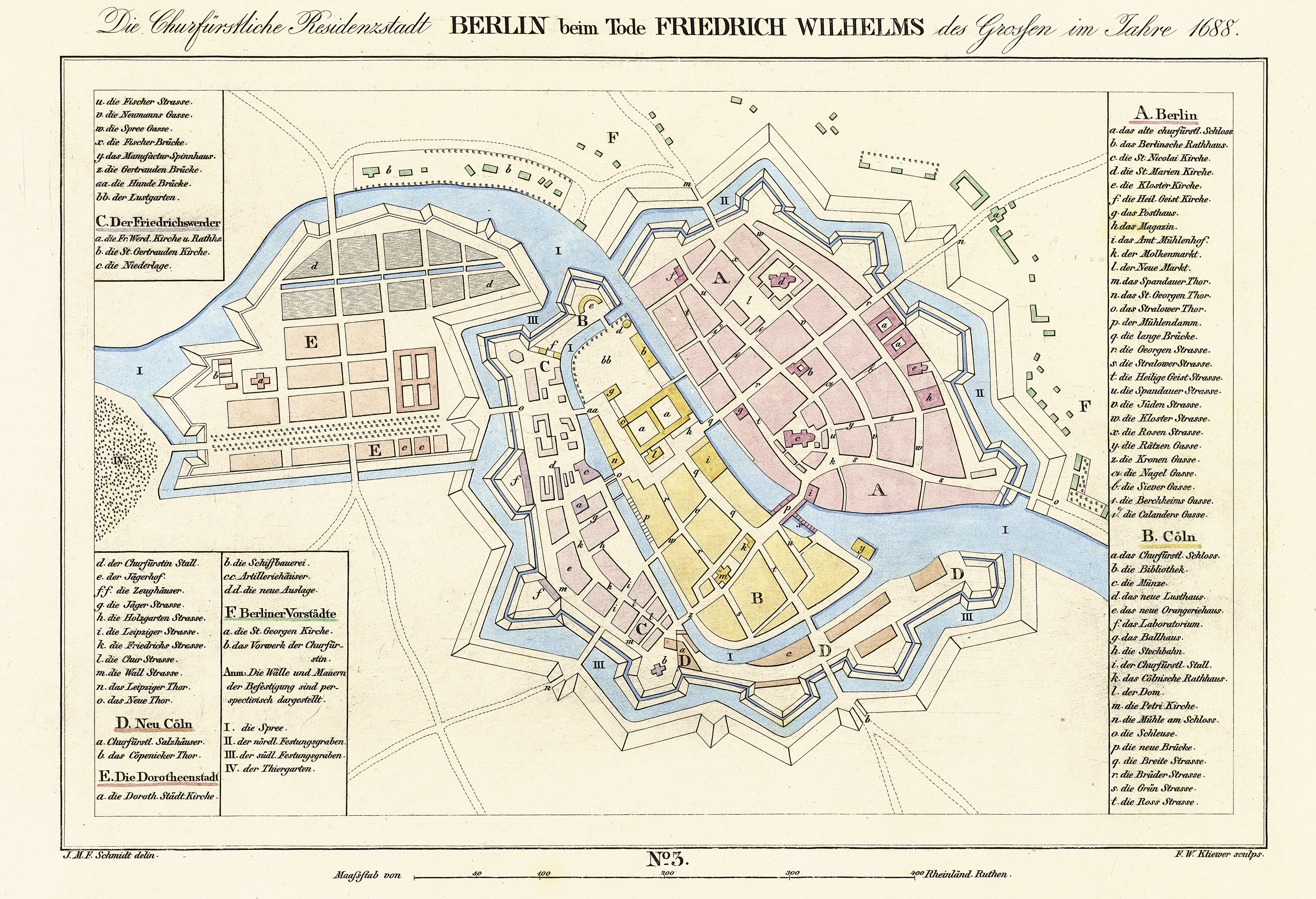
Friedrichswerder, markerat med C innanför fästningsvallen, på en rekonstruerad karta över Berlin år 1688.

Friedrichswerder är en tidigare förstad till Berlin, idag en del av stadsdelen Mitte i centrala Berlin. Idag ligger här bland annat Tysklands utrikesministerium.

## Läge
Friedrichswerder avgränsas av Spreekanal (Schleusengraben) i öster, Spittelmarkt och Leipziger Strasse i söder, Ober- och Niederwallstrasse samt Hausvogteiplatz i väster samt gatan Hinter dem Giesshaus i norr.

## Historia
Friedrichswerder grundades som en självständig förstad till Berlin 1662, och var den första delen av staden som anlades väster om Spreeinsel och den gamla staden Cölln. Under 1660-talet införlivades stadsdelen i Berlins fästningsverk, och -werder syftar på att stadsdelen då var en vattenomgärdad flodö som låg omedelbart innanför fästningsvallgraven mellan murarna och Kupfergraben. Förstaden fick 1678 ett eget rådhus. 1709 slogs Friedrichswerder tillsammans med de medeltida städerna Berlin och Cölln samt de nyanlagda förstäderna Friedrichstadt och Dorotheenstadt ihop till den nya kungliga huvudstaden Berlin. Sedan bildandet av Stor-Berlin 1920 saknar området administrativ funktion och är idag helt sammanslaget med stadsdelen Mitte.